# Нотия-Керкира
Но́тия-Ке́ркира (греч. Δήμος Νότιας Κέρκυρας — «Южная Керкира») — община (дим) в Греции на юге острова Керкира в Ионическом море, созданная в 2019 году. Входит в периферийную единицу Керкира в периферии Ионические острова. Население 15 681 человек по переписи 2011 года. Площадь 145,548 квадратного километра. Плотность 107,74 человека на квадратный километр. Административный центр — Лефкими. Димархом на местных выборах 2019 года избран  Констандинос Лессис (Κωνσταντίνος Λέσσης).
Община Ке́ркира (Δήμος Κέρκυρας) создана в 1866 году (ΦΕΚ 9Α). В 2010 году (ΦΕΚ 87Α) по программе «Калликратис» к общине Керкира присоединены упразднённые общины Айос-Еорьос, Ахилион, Касопея, Корисия, Лефкими, Мелитьис, Палеокастрица, Парелии, Тинали, Феакес, Эспериес (Западная), а также сообщества Матракион, Отони и Эрикуса. В 2019 году (ΦΕΚ 43Α) община Керкира упразднена и созданы три общины: Вория-Керкира (Северная), Нотия-Керкира и Центральная Керкира и Диапонтии-Ниси. В общину Нотия-Керкира вошли населённые пункты упразднённых общин Корисия, Лефкими и Мелитьис.
Община (дим) Нотия-Керкира делится на 3 общинные единицы.